# عندق راندالي
عندق راندالي (الاسم العلمي: Nemipterus randalli) (بالإنجليزية: Randall's threadfin bream)‏ هو نوع من الأسماك يتبع جنس العندق من فصيلة العندقات.